# Гайнц Бауманн (підводник)
Гайнц Бауманн (нім. Heinz Baumann; 6 березня 1922, Гамбург — 22 січня 2021, Гамбург) — німецький офіцер-підводник, оберлейтенант-цур-зее резерву крігсмаріне.

## Біографія
1 серпня 1940 року вступив на флот. З 5 вересня 1942 по 1 березня 1943 року пройшов курс підводника. З 6 квітня 1943 року — 1-й вахтовий офіцер на підводному човні U-672. З16 червня по 13 липня 1944 року пройшов курс радіовимірювання. З 18 грудня 1944 по 5 травня 1945 року — командир U-2333.

## Звання
- Рекрут (1 серпня 1940)
- Матрос-єфрейтор (1 квітня 1941)
- Боцмансмат (1 грудня 1941)
- Оберлейтенант-цур-зее резерву (1 червня 1944)

## Нагороди
- Нагрудний знак мінних тральщиків (12 листопада 1941)
- Залізний хрест 2-го класу (19 січня 1944)
- Нагрудний знак підводника (травень 1944)